# Horton (Kansas)
Pour les articles homonymes, voir Horton.
Horton est une ville américaine située dans le comté de Brown, au Kansas. Selon le recensement de 2020, sa population est de 1 776 habitants.